# Temporada 1944-1945 del FC Barcelona
Les dades més destacades de la temporada 1944-1945 del Futbol Club Barcelona són les següents:

## 1945

### Abril
- 29 abril - El Barça s'imposa a Les Corts (4-1) a la Cultural Leonesa en partit amistós
- 28 abril - Bàsquet. Copa del Generalísimo: El Reial Madrid venç al Barça a la pròrroga després que el partit acabi amb empat (30-30)

## Plantilla
Fonts:
|     |                         |      | Total | Total | Campionat de Lliga | Campionat de Lliga | Copa del Generalíssim | Copa del Generalíssim |
| P   | Jugador                 | País | PT    | Gols  | PT                 | Gols               | PT                    | Gols                  |
| --- | ----------------------- | ---- | ----- | ----- | ------------------ | ------------------ | --------------------- | --------------------- |
| POR | Juan Zambudio Velasco   |      | 15    | -18   | 15                 | -18                |                       |                       |
| POR | Enrique "Quique" Martín |      | 13    | -17   | 9                  | -11                | 4                     | -6                    |
| POR | José Valero             |      | 2     | -1    | 2                  | -1                 |                       |                       |
| DEF | Jaume Elias             |      | 28    |       | 25                 |                    | 3                     |                       |
| DEF | Josep Puig "Curta"      |      | 21    |       | 20                 |                    | 1                     |                       |
| DEF | Benito García           |      | 7     |       | 5                  |                    | 2                     |                       |
| DEF | Calo                    |      | 5     |       | 3                  |                    | 2                     |                       |
| DEF | Ramón Zabalo            |      | 1     |       | 1                  |                    |                       |                       |
| DEF | Luis Soto               |      | 0     |       |                    |                    |                       |                       |
| DEF | Antoni Montserrat       |      | 0     |       |                    |                    |                       |                       |
| MIG | Josep Gonzalvo          |      | 30    |       | 26                 |                    | 4                     |                       |
| MIG | Joan Sans               |      | 25    |       | 22                 |                    | 3                     |                       |
| MIG | Josep Raich             |      | 18    |       | 17                 |                    | 1                     |                       |
| MIG | Marià Gonzalvo          |      | 16    | 5     | 14                 | 5                  | 2                     |                       |
| MIG | Francesc Calvet         |      | 13    |       | 10                 |                    | 3                     |                       |
| MIG | Vicente Sierra          |      | 1     |       | 1                  |                    |                       |                       |
| MIG | Antoni Esteve Corró     |      | 1     |       |                    |                    | 1                     |                       |
| MIG | Francesc Virgós         |      | 0     |       |                    |                    |                       |                       |
| DAV | Josep Escolà            |      | 29    | 19    | 26                 | 16                 | 3                     | 3                     |
| DAV | César Rodríguez         |      | 28    | 21    | 24                 | 15                 | 4                     | 6                     |
| DAV | José Bravo              |      | 21    | 9     | 18                 | 8                  | 3                     | 1                     |
| DAV | José Valle              |      | 16    | 1     | 14                 |                    | 2                     | 1                     |
| DAV | Mariano Martín          |      | 13    | 5     | 11                 | 4                  | 2                     | 1                     |
| DAV | Jaume Sospedra          |      | 11    | 2     | 10                 | 2                  | 1                     |                       |
| DAV | Basilio Nieto           |      | 5     |       | 4                  |                    | 1                     |                       |
| DAV | César Rueda             |      | 5     |       | 5                  |                    |                       |                       |
| DAV | Josep Riba              |      | 4     |       | 3                  |                    | 1                     |                       |
| DAV | Josep Seguer            |      | 2     |       | 1                  |                    | 1                     |                       |
| DAV | Cecilio Aldana          |      | 0     |       |                    |                    |                       |                       |

## Classificació
| Competició            | Pos. | P  | PG | PE | PP | GF | GC | Campió                  |
| --------------------- | ---- | -- | -- | -- | -- | -- | -- | ----------------------- |
| Campionat de Lliga    | 1r   | 26 | 17 | 5  | 4  | 50 | 30 | CF Barcelona            |
| Copa del Generalíssim | VF   | 4  | 2  | 0  | 2  | 12 | 6  | Club Atlético de Bilbao |

## Resultats
| AMISTOSOS                                                   |
| ----------------------------------------------------------- |
| 31-08-44 GRANOLLERS-BARCELONA 2-5                           |
| 03-09-44 LLEIDA-BARCELONA 1-2                               |
| 10-09-44 SABADELL-BARCELONA 2-4                             |
| 17-09-44 BARCELONA-SABADELL 5-2                             |
| 30-09-44 ESPANYA INDUSTRIAL-BARCELONA 1-0                   |
| 8-12-1944¹. COPA FEDERACIO CATALANA Júpiter 1 - Barcelona 1 |
| 24-12-44 BARCELONA-SABADELL 4-1                             |
| 21-01-45 ESPANYA INDUSTRIAL-BARCELONA 0-2                   |
| 18-03-45 BARCELONA-TORTOSA 4-1                              |
| 01-04-45 BARCELONA-RACING SANTANDER 4-1                     |
| 29-04-45 BARCELONA-CULTURAL LEONESA 4-1                     |
| 02-06-45 BARCELONA-GIMNASTIC 3-4                            |
| 17-06-45 MALAGA-BARCELONA 0-2                               |
| 17-06-45 SABADELL-BARCELONA 5-2                             |
| 29-06-45 REUS-BARCELONA 2-4                                 |

1 NOTA: Partit corresponent a la temporada 1943-1944, que es va ajornar. El Barcelona, en cas de guanyar, es proclamava campio. Amb l,empat l,equip guanyador fou el Granollers.
| COPA PRESIDENT                            |
| ----------------------------------------- |
| 10-09-44 SANT ANDREU-BARCELONA 0-4        |
| 17-09-44 BARCELONA-MANRESA 3-1            |
| 24-09-44 SABADELL-BARCELONA 2-1           |
| 08-10-44 EUROPA-BARCELONA 1-3             |
| 12-10-44 BARCELONA-TORTOSA 2-0            |
| 15-10-44 FIGUERES-BARCELONA 2-0           |
| 22-10-44 BARCELONA-BADALONA 1-2           |
| 29-10-44 VIC-BARCELONA 1-1                |
| 01-11-44 SANTS-BARCELONA 2-1              |
| 05-11-44 BARCELONA-MATARO 5-0             |
| 12-11-44 BARCELONA-SANT ANDREU 5-1        |
| 19-11-44 MANRESA-BARCELONA 1-3            |
| 26-11-44 BARCELONA-SABADELL 2-1           |
| 03-12-44 BARCELONA-ESPANYA INDUSTRIAL 2-0 |
| 10-12-44 BARCELONA-EUROPA 7-3             |
| 17-12-44 TORTOSA-BARCELONA 1-2            |
| 24-12-44 BARCELONA-FIGUERES 5-1           |
| 31-12-44 BADALONA-BARCELONA 3-2           |
| 06-01-45 BARCELONA-VIC 4-0                |
| 14-01-45 BARCELONA-SANTS 3-1              |
| 28-01-45 MATARO-BARCELONA 3-2             |

| Campionat de Lliga |

| 24 setembre 1944 | Club Atlético Aviación | 1 - 1 | CF Barcelona | Madrid                                                |  |
| Jornada 1        | Raich (pp) 86'         |       | Sospedra 75' | Estadio Metropolitano · Tamarit Falguera (València) · |  |

| 1 octubre 1944 | CF Barcelona | 0 - 1 | Real Oviedo CF | Barcelona                      |  |
| Jornada 2      |              |       | Alcalde 62'    | Camp de les Corts · Gojenuri · |  |

| 8 octubre 1944 | CF Barcelona                                   | 4 - 2 | Granada CF             | Barcelona                                            |  |
| Jornada 3      | Bravo 9' · Martín 31' · Escolà 39' · César 62' |       | Acedo 14' · Melito 64' | Camp de les Corts · Iturralde Gorostiaga (Biscaia) · |  |

| 15 octubre 1944 | CE Castelló | 0 - 1 | CF Barcelona | Castelló de la Plana                           |  |
| Jornada 4       |             |       | Sospedra 29' | Estadi del Sequiol · Escartín Morán (Centre) · |  |

| 22 octubre 1944 | CF Barcelona   | 2 - 1 | CD Sabadell CF | Barcelona                      |  |
| Jornada 5       | Escolà 65' 73' |       | Vázquez 42'    | Camp de les Corts · Ferragut · |  |

| 29 octubre 1944 | Real Murcia CF | 1 - 1 | CF Barcelona | Múrcia                                              |  |
| Jornada 6       | Mariejes 31'   |       | César 22'    | Estadio de la Condomina · González Díaz (Biscaia) · |  |

| 5 novembre 1944 | CF Barcelona          | 2 - 0 | Real Gijón CD | Barcelona                                          |  |
| Jornada 7       | Bravo 51' · César 54' |       |               | Camp de les Corts · Martínez Íñiguez (Andalusia) · |  |

| 12 novembre 1944 | Reial Madrid CF | 1 - 0 | CF Barcelona | Chamartín de la Rosa                                |  |
| Jornada 8        | Moleiro 21'     |       |              | Estadi de Chamartín · Tamarit Falguera (València) · |  |

| 19 novembre 1944 | CF Barcelona | 1 - 0 | RCD Espanyol | Barcelona                                     |  |
| Jornada 9        | Martín 55'   |       |              | Camp de les Corts · González Díaz (Biscaia) · |  |

| 26 novembre 1944 | RC Deportivo de la Coruña | 1 - 2 | CF Barcelona            | La Corunya                    |  |
| Jornada 10       | Reboredo 75'              |       | Martín 40' · Escolà 50' | Estadi de Riazor · Gojenuri · |  |

| 3 desembre 1944 | CF Barcelona | 1 - 0 | València CF | Barcelona                                     |  |
| Jornada 11      | César 47'    |       |             | Camp de les Corts · Escartín Morán (Centre) · |  |

| 10 desembre 1944 | Club Atlético de Bilbao                                | 4 - 1 | CF Barcelona | Bilbao                         |  |
| Jornada 12       | Zarra 25' · Elias (pp) 40' · Iriondo 43' · Albizúa 72' |       | César 87'    | Estadi de San Mamés · Corpas · |  |

| 17 desembre 1944 | CF Barcelona               | 3 - 1 | Sevilla CF | Barcelona                                     |  |
| Jornada 13       | Bravo 20' 50' · Escolà 60' |       | Arza 27'   | Camp de les Corts · González Díaz (Biscaia) · |  |

| 7 gener 1945 | CF Barcelona          | 2 - 2 | Club Atlético Aviación | Barcelona                      |  |
| Jornada 14   | Martín 2' · Bravo 62' |       | Vázquez 24' · Pio 65'  | Camp de les Corts · Gojenuri · |  |

| 14 gener 1945 | Real Oviedo CF                                   | 6 - 0 | CF Barcelona | Oviedo                                                   |  |
| Jornada 15    | Chas 2' 53' 55' 86' · Herrerita 40' · Emilín 77' |       |              | Estadio de Buenavista · De Mazagatos Vicario (Biscaia) · |  |

| 28 gener 1945 | Granada CF | 1 - 2 | CF Barcelona           | Granada                                                 |  |
| Jornada 16    | Acedo 62'  |       | César 25' · Escolà 82' | Estadio de los Carmenes · Tamarit Falguera (València) · |  |

| 4 febrer 1945 | CF Barcelona                      | 3 - 1 | CE Castelló    | Barcelona                          |  |
| Jornada 17    | Gonzalvo III 37' · Escolà 41' 50' |       | Curta (pp) 83' | Camp de les Corts · Arque Martín · |  |

| 18 febrer 1945 | CD Sabadell CF | 0 - 1 | CF Barcelona | Sabadell                                           |  |
| Jornada 18     |                |       | Escolà 60'   | Estadi de la Creu Alta · González Díaz (Biscaia) · |  |

| 25 febrer 1945 | CF Barcelona | 1 - 0 | Real Murcia CF | Barcelona                    |  |
| Jornada 19     | Escolà 63'   |       |                | Camp de les Corts · Orduña · |  |

| 18 març 1945 | Real Gijón CD     | 2 - 5 | CF Barcelona                               | Gijón                       |  |
| Jornada 20   | Liz 15' · Pio 88' |       | Escolà 40' · César 51' 53' 76' · Bravo 60' | Estadi El Molinón · Ocaña · |  |

| 25 febrer 1945 | CF Barcelona                                              | 5 - 0 | Reial Madrid CF | Barcelona                      |  |
| Jornada 21     | César 41' 46' · Bravo 52' · Escolà 77' · Gonzalvo III 86' |       |                 | Camp de les Corts · Gojenuri · |  |

| 8 abril 1945 | RCD Espanyol | 1 - 1 | CF Barcelona     | Barcelona                                      |  |
| Jornada 22   | Ortí 37'     |       | Gonzalvo III 49' | Estadi de Montjuïc · González Díaz (Biscaia) · |  |

| 15 abril 1945 | CF Barcelona                             | 3 - 0 | RC Deportivo de la Coruña | Barcelona                   |  |
| Jornada 23    | Escolà 8' · Gonzalvo III 22' · César 85' |       |                           | Camp de les Corts · Ocaña · |  |

| 22 abril 1945 | València CF             | 2 - 3 | CF Barcelona                       | València                                              |  |
| Jornada 24    | Gorostiza 10' · Epi 69' |       | César 14' · Escolà 45' · Bravo 64' | Estadi de Mestalla · De Mazagatos Vicario (Biscaia) · |  |

| 13 maig 1945 | CF Barcelona                                             | 5 - 2 | Club Atlético de Bilbao   | Barcelona                                          |  |
| Jornada 25   | Escolà 6' 62' · Bravo 45' · Gonzalvo III 56' · César 60' |       | A. Gaínza 13' · Zarra 89' | Camp de les Corts · Martínez Íñiguez (Andalusia) · |  |

| 20 maig 1945 | Sevilla CF | 0 - 0 | CF Barcelona | Sevilla                        |  |
| Jornada 26   |            |       |              | Estadio del Nervión · Orduña · |  |

| Copa del Generallisimo |

| 31 desembre 1944      | CF Barcelona                                        | 5 - 1 | Real Zaragoza CF | Barcelona                                |  |
| Primera ronda - anada | Escolà 52' 72' · Valle 71' · César 74' · Martín 82' |       | Mariano 22'      | Camp de les Corts · La Riba (València) · |  |

| 21 gener 1945           | Real Zaragoza CF | 0 - 5 | CF Barcelona  | Saragossa                     |  |
| Primera ronda - tornada |                  |       | César · Bravo | Estadio de Torrero · Crespo · |  |

| 11 febrer 1945           | CF Barcelona | 1 - 2 | Club Atlético de Bilbao | Barcelona                                |  |
| Vuitens de final - anada | Escolà 5'    |       | Zarra 78' · Elias (pp)  | Camp de les Corts · La Riba (València) · |  |

| 4 març 1945                | Club Atlético de Bilbao | 3 - 1 | CF Barcelona | Bilbao                                              |  |
| Vuitens de final - tornada | Zarra 17' 37'           |       | César        | Estadi de San Mamés · Tamarit Falguera (València) · |  |